# ロン・ホランド
ロナルド・ドウェイン・ホランド2世（Ronald Dewayne Holland II, 2005年7月7日 - ）は、アメリカ合衆国・テキサス州ダンカンビルのプロバスケットボール選手。デトロイト・ピストンズに所属しており、ポジションはスモールフォワードまたはパワーフォワード。

## 経歴

### ハイスクール
ダンカンビル高等学校では2年目のシーズンに平均13.8得点・10.1リバウンドを記録し、チームは州大会を連覇した。
3年目のシーズンは平均15.9得点・7.9リバウンド・2.9アシスト・2.0スティールを記録。チームは35勝1敗という好成績で州大会を3連覇した。
4年目のシーズンにはマクドナルド・オール・アメリカンやナイキ・フープサミットに選出された。

### リクルート
世代最高の選手の一人として主要サイトから5つ星評価を受けた。ケンタッキー大学、メンフィス大学、カンザス大学、アーカンソー大学、UCLA、オレゴン大学などからのオファーを断り、テキサス大学へコミットしたが、後にこれを撤回。大学へは進学せずにNBAGリーグでプレーすることを発表した。

### NBAGリーグ・イグナイト
2023年6月20日にNBAGリーグ・イグナイトと契約した。

### デトロイト・ピストンズ
2024年のNBAドラフトにて全体5位でデトロイト・ピストンズから指名された。

## 個人成績

### NBA

#### レギュラーシーズン
| シーズン | チーム | GP | GS | MPG  | FG%  | 3P%  | FT%  | RPG | APG | SPG | BPG | PPG |
| -------- | ------ | -- | -- | ---- | ---- | ---- | ---- | --- | --- | --- | --- | --- |
| 2024–25  | DET    | 81 | 2  | 15.6 | .474 | .238 | .754 | 2.7 | 1.0 | .6  | .2  | 6.4 |
| 通算     | 通算   | 81 | 2  | 15.6 | .474 | .238 | .754 | 2.7 | 1.0 | .6  | .2  | 6.4 |

#### プレーオフ
| シーズン | チーム | GP | GS | MPG | FG%  | 3P%  | FT%  | RPG | APG | SPG | BPG | PPG |
| -------- | ------ | -- | -- | --- | ---- | ---- | ---- | --- | --- | --- | --- | --- |
| 2025     | DET    | 5  | 0  | 6.8 | .000 | .000 | .900 | 1.2 | .0  | .0  | .2  | 1.8 |
| 通算     | 通算   | 5  | 0  | 6.8 | .000 | .000 | .900 | 1.2 | .0  | .0  | .2  | 1.8 |

### NBAGリーグ
| シーズン | チーム     | GP | GS | MPG  | FG%  | 3P%  | FT%  | RPG | APG | SPG | BPG | PPG  |
| -------- | ---------- | -- | -- | ---- | ---- | ---- | ---- | --- | --- | --- | --- | ---- |
| 2023–24  | イグナイト | 15 | 14 | 30.3 | .474 | .239 | .682 | 6.7 | 2.8 | 2.1 | 1.1 | 18.5 |
| 通算     | 通算       | 15 | 14 | 30.3 | .474 | .239 | .682 | 6.7 | 2.8 | 2.1 | 1.1 | 18.5 |

## 代表歴
2021年のU-16 アメリカ選手権、2022年のU-17 ワールドカップにアメリカ代表として出場している。